# Iniciativa Ciudadana Vasca
Iniciativa Ciudadana Vasca (Euskal Hiritarren Egitekoak, en dialecto vizcaíno del euskera) (ICV-EHE) fue un partido político español creado en 1993 alrededor de la figura del carismático exalcalde de Bilbao, José María Gorordo. Su ámbito de actuación era la provincia de Vizcaya y especialmente su capital Bilbao.

## Historia
Antes de la fundación de Iniciativa Ciudadana Vasca (ICV), José María Gorordo había militado en el Partido Nacionalista Vasco (PNV). Siendo miembro de este partido había ocupado importantes cargos como consejero de la Editorial Iparraguirre —editora del diario nacionalista Deia—, secretario de la Cámara de Comercio, director general de Euskal Irrati Telebista —EITB, la radiotelevisión pública vasca— y, finalmente, alcalde del Ayuntamiento de Bilbao de 1987 a 1990.
Gorordo se había caracterizado por un carácter polémico, populista y heterodoxo. Su independencia de acción le acabó enfrentando con la dirección de su partido, lo que acabó desembocando en su salida del mismo y el abandono de la alcaldía. En 1993 un grupo de afines a Gogordo fundó ICV para impulsar su candidatura a la alcaldía de Bilbao.
ICV era un partido de difícil clasificación. Su base electoral provenía principalmente de sectores del PNV; pero era una base muy amplia al no adscribirse ICV a la ideología nacionalista, ni enfrentarse tampoco a ella. Tampoco se definía claramente en el espectro izquierda-derecha. La ideología del partido se centraba en la carismática figura del exalcalde. Antes de encabezar ICV, Gorordo intentó lograr la presidencia de otra prestigiosa institución de la ciudad, el Athletic Club; sin embargo su candidatura de 1994 no tuvo éxito.
En las elecciones municipales de 1995 ICV se presentó con gran éxito a la alcaldía de Bilbao, obteniendo más de 30 000 votos, un 16,85% del electorado, y 5 concejales; siendo la tercera formación más votada del ayuntamiento, por detrás de PNV y PP. En las elecciones a las Juntas Generales de Vizcaya que se celebraron paralelamente consiguió 2 apoderados.
La irrupción de Gorordo y de su partido independiente supuso cierta conmoción en el panorama político vasco al amenazar por primera vez la histórica supremacía del PNV en el consistorio bilbaíno. El éxito electoral hizo que ICV se planteara dar el salto del ámbito local al provincial. Sin embargo, la imagen de Gorordo estaba demasiado asociada a su figura como alcalde de Bilbao y defensor a ultranza de todo lo referente a esta ciudad, como para que su partido pudiera suscitar grandes adhesiones en Álava o Guipúzcoa; por lo que ICV se redefinió como partido de ámbito vizcaíno defensor de los intereses de esta provincia y, sobre todo, de su capital Bilbao.
Otro de los factores para la exitosa irrupción de ICV, además del carisma político de Gorordo, fue en parte una reacción al auge de Unidad Alavesa, partido que hacía del antibilbainismo una de sus banderas. ICV realizó una campaña populista para lograr la capitalidad de Bilbao en el País Vasco, en detrimento de Vitoria, presentado su propuesta al Parlamento Vasco en 1995.
En 1996 ICV se presentó a las elecciones generales por la provincia de Vizcaya, pero los resultados obtenidos —menos de 12 000 votos, 1,69% de los votantes— demostraron que era una candidatura menor sin posibilidades más allá del ámbito local. Nunca más volvería a intentarlo en unas elecciones generales y tampoco se presentó en las elecciones al Parlamento Vasco de 1998, año en que se adhirió al Pacto de Estella.
En las elecciones municipales de 1999 presentó candidaturas en otros municipios vizcaínos además de Bilbao, pero únicamente la figura de Gorordo en Bilbao fue capaz de atraer al electorado. Aunque con peores resultados que en 1995 —14 000 votos, 7,6% del electorado—, consiguió mantener su presencia en el consistorio bilbaíno. Durante la legislatura anterior también había sufrido otro duro revés cuando tres de sus cinco concejales abandonaron el partido sin renunciar al escaño; pero en 1999 logró revalidar sus dos escaños. Además, esta vez ICV formó un pacto de gobierno con el PNV y garantizó la alcaldía a Iñaki Azkuna.
Este hecho marcó un comienzo de acercamiento entre Gorordo y su antiguo partido, después de años de agrias disputas. En las elecciones al Parlamento Vasco de 2001 ICV no se presentó y en abril de 2002 Gorordo fue nombrado miembro del Tribunal Vasco de Cuentas Públicas a propuesta del PNV. Gorordo dimitiría como concejal, desvinculándose de la política municipal. ICV, sin la candidatura de su líder, ya no se presentó a las elecciones municipales de 2003, devolviendo espacio electoral al PNV. Desde entonces el partido permanece inactivo.